# Жртве трговине људима
Жртве трговине људима су особе које су препознате од стране надлежног органа и за које се оправдано верује да су предмет трговине људима, без обзира на то да ли је починилац идентификован, кривично гоњен, ухапшен или осуђен. Трговина људима је једно од кључних попришта мулти-дисциплинарне борбе за људска права и достојанство, методима који омогућавају превенцију и заштиту жртава као и кривично гоњење трафиканата. 
Према сазнањима Уједињених нација, на глобалном нивоу број жртава за 2016. годину износио је 40,3 милиона жртава различитих видова трговине људима. 

## Положај жртве
Положај жртве се најпогодније може описати указивањем на улоге које јој припадају након њене идентификације као жртве. Назиру се три типа улога карактеристичних за жртву:
- Улога оштећеног у кривичном делу,
- Улога у судском процесу,
- Улога корисника услуга подршке.[3]

## Вулнерабилност
Вулнерабилност може бити кључни показатељ приликом идентификације жртаве. Рањивост или вулнерабилност повећавају ризик уласка у ланац трговине и чине ослову подложности трговине људима. Као најчешћи појавни облици наводе се узраст, болест, пол, сиромаштво, зависност од других, нелегани статус. Најчешће се контрола над жртвом  и успоставља злопутребом фактора вулнерабилности.

## Идентификација жртава
Идентификација је процес у оквиру ког се утврђује да ли је неко жртва трговине људима.
Велики број жртава није идентификован најчешће услед страха или недовољне обавештености у вези са правима и могућностима које има за добијање помоћи и заштите.
Идентификација је повезана са пружањем подршке и заштитом жртве, приоритет има безбедност, након које следи задовољавање основних потреба. Сврха идентификације је поред супротстављања трговини људима и обезбеђивање помоћи жртви која у зависности од извршења кривичног дела  и интензитета насиља често и те како изгубила поверење у било који облик система који је задужен за идентификацију. Како би жртва превазишла последице искуства након што је над њом извршено кривично дело потребна јој је подршка коју може добити једино ако буде идентификована као жртва. Идентификација жртава могућа је једино уз уочавање одређених индикатора, односно података који указују на трговину људима. Индикатори могу бити директни и индиректни у зависности од своје повезаности са кривичним делом, да ли су у непосредној вези или само упућују на могуће постојање. Поред тога како би индикатори били заиста корисни морају имати карактеристике као што су осетљивост на националну и транснационалну трговину, обзир према условима и начину извршења злочина, променљивости у зависности од врсте принуде и експлоатације и осетљивости на ране фазе трговине. 
Од велике важности за идентификацију је и тренутак у ком је она спроведена у односу на кривично дело. С тим у вези можемо уочити одређене типове жртви на основу идентификације, односно жртве које су:
- Идентификоване у фази врбовања,
- Идентификоване у фази транспорта,
- Идентификоване у фази прихватања пре експлоатације,
- Идентификоване у фази експлоатације или након фазе експлоатације. [4]

## Виктимизација
Виктимизација је процес у оквиру ког неко постаје жртва услед неког криминалног понашања. Допринос у сазнањима у вези са виктимизацијом пружила је наука која се у складу са својим предметом проучавања назива виктимологија.
Виктимизација се може јавити у три облика, као:
- Примарна виктимизација околност у којој је особа изложена било ком типу понашања које се може окарактерисати као криминално
- Ревиктимизација ситуација која подразумева поновну изложеност жртве криминалном понашању. Сазнања виктимологије сведоче о постојању великог ризика и вероватноће  ревиктимизације
- Секундарна виктимизација подразумева негативна искуства произашла из друштвеног живота након злочина који је дату особу окарактерисао као жртву.[3]

## Заштита жртава
Извршење кривичног злочина је окарактерисано одсуствовањем било којих моралних и етичких вредности и као такво оставља велике последице на жртву која губи поверење у повратак животу пре злочина. Подршка у интеграцији треба да пружи понашање које карактерише одређена етика коју жртва препознаје и на основу ње тежи да успостави контакт са друштвом и смањи размере могуће ревиктимизације и секундарне виктимизације. Етички принципи су кључни у заштити људских права жртве која су угрожена пређашњим злочином. Безбедност и сигурност су далеко најважнији принципи које треба задовољити и омогућити жртви. Поред ових треба навести и оснаживање, недискриминацију, али и принципе који се односе на пристанак жртве на пружање информација, гарантовану анонимност, поверљивост и политику приватности.